# Орден Торговых и промышленных заслуг (Франция)
Орден Торговых и промышленных заслуг (фр. Ordre du Mérite commercial et industriel) — ведомственная награда Франции, находившаяся в ведении Министерства торговли и Министерства промышленности. Был учреждён декретом от 27 мая 1939 года как орден Торговых заслуг и упразднён в результате орденской реформы 3 декабря 1963 года.

## История
Впервые идея об учреждении ордена Промышленных и торговых заслуг была предложена в законопроекте от 27 декабря 1894 года. В качестве аргументации выдвигалось, что квоты на награждение орденом Почётного легиона, имеющиеся у Министерства торговли, не позволяют должным образом вознаградить всех «людей, которые в своей деятельности руководствуются не только желанием получения прибыли, но и любовью к своей стране, которую они хотят обеспечить богатством, стабильностью и почётом». Законопроект не был принят. Повторно предложение учредить орден было выдвинуто в 1899 году, но также не получило одобрения.
Только спустя 40 лет, 27 мая 1939 года, был учреждён орден Торговых заслуг, предназначавшийся для вознаграждения людей, отличившихся значительным вкладом в развитие торговли и коммерции.
В иерархии французских наград орден Торговых заслуг был поставлен между орденом Здравоохранения и орденом Академических пальм.
Первые награждения новым орденом состоялись в августе 1939 года, накануне Второй мировой войны, которая прервала награждения, возобновлённые только в 1947 году.
29 июня 1961 года, в связи с разделением Министерства промышленности и торговли на два отдельных, орден был переименован в орден Торговых и промышленных заслуг, с изменением статей статута. Орден предназначался для вознаграждения людей, отличившихся профессиональной доблестью и внёсших значительный вклад в развитие торговли и промышленности.
Орден находился в ведении Министра торговли, позже — Министра промышленности и торговли, а с 1961 года — совместно Министра торговли и Министра промышленности, и управлялся Советом ордена. Численность и состав Совета неоднократно менялись. С 1947 года Совет состоял из 10, с 1948 — из 11, а с 1950 года — из 13 членов, под председательством Министра промышленности и торговли. В 1961 году был установлен состав из 17 членов, под председательством члена Совета ордена Почётного легиона.
Видоизменённый орден просуществовал 2,5 года и был упразднён декретом от 3 декабря 1963 года, которым был учреждён Национальный орден Заслуг, заменивший собой многочисленные ведомственные ордена заслуг. Награждённые орденом Торговых и промышленных заслуг сохранили право носить знаки ордена и пользоваться положенными льготами и после его упразднения.

## Степени ордена
Орден Торговых и промышленных состоял из трёх степеней:
 Командор (фр. Commandeur) — знак на ленте, носимый на шее; высшая степень ордена;
 Офицер (фр. Officier) — знак на ленте с розеткой, носимый на левой стороне груди;
 Кавалер (фр. Chevalier) — знак на ленте, носимый на левой стороне груди.

## Условия награждения
Кандидат в кавалеры ордена должен был быть не моложе 35 лет от роду, пользоваться гражданскими правами и иметь не менее 15 лет профессиональной деятельности в торговой или промышленной сфере. Награждение офицерской степенью ордена могло быть произведено не ранее 6 лет после получения кавалерской степени, а командорской степенью — не ранее 4 лет после получения офицерской. В случае особенных заслуг условия к кандидату могли быть смягчены по особому рассмотрению в Совете ордена.
В случае экстраординарных заслуг могло производиться награждения сразу в степень офицера или командора, минуя младшие степени. При этом кандидат в офицеры должен был быть не моложе 35 лет, а в командоры — 40 лет от роду.
Члены Совета ордена становились командорами ордена ex officio.
Награждения орденом производились два раза в год — 1 января и 14 июля.
Были установлены ограничения на количество ежегодных награждений, которые неоднократно подвергались изменению. В 1952 году была установлена ежегодная квота: не более 24 в степень командора, не более 90 в степень офицера и не более 250 в степень кавалера.
В 1956 году, для награждения французов, проживающих за рубежом, были введены дополнительные к основным годовые квоты: не более 2 в степень командора, не более 6 в степень офицера и не более 20 в степень кавалера.
С 1961 года действовала ежегодная квота: не более 24 в степень командора, не более 92 в степень офицера и не более 252 в степень кавалера. Для французов, проживающих за рубежом: не более 4 в степень командора, не более 8 в степень офицера и не более 24 в степень кавалера. Эти ежегодные квоты распределялись поровну между Министерством торговли и Министерством промышленности.
Иностранцы, постоянно проживавшие во Франции, могли быть награждены орденом на тех же условиях, что и французские граждане. К гражданам других государств, не проживавших на территории Франции, условия возраста, стажа и межнаградного срока могли не применяться. Награждения иностранцев не учитывались в ежегодных ограничениях числа награждённых.
Лица, уже награждённые орденом, могли быть лишены его после объявления их банкротом или юридической ликвидации их профессиональной деятельности.

## Знаки ордена
Знаки ордена за время его существования несколько раз претерпевали изменения.
1-я модель
Знак ордена — восьмиконечная звезда без эмали, с диагональными лучами, несколько более узкими относительно вертикальных и горизонтальных (роза ветров), наложенная на шестерёнку, покрытую эмалями красного, белого и синего цветов. Звезда обременена кадуцеем в столб, верхняя часть которого (крылья) выходит за пределы верхнего луча звезды и служит для крепления орденской ленты.
В центре лицевой стороны знака круглый медальон без эмали и ободка, на котором смещённое влево профильное (вправо) погрудное изображение Марианны в лавровом венке (символизирующей Республику Францию) и плывущего по волнам парусника. В центре оборотной стороны знака круглый с узким ободком медальон без эмали, на котором схематическое изображение земного шара, окружённое надписью «ORDRE DU MERITÉ COMMERCIAL».
Размеры знаков кавалера и офицера — 40 мм, командора — 57 мм. Знак кавалера и офицера — позолоченный, командора — золотой.
Лента ордена, шириной 37 мм, шёлковая муаровая светло-серого (серебристого) цвета с золотистыми полосками по краям (шириной 3,5 мм и в 1 мм от края). К ленте офицера крепится розетка, из этой же ленты, диаметром 22 мм.
2-я модель
Знак аналогичен 1-й модели, с некоторыми изменениями: змеи посоха Кадуцея стали обвивать центральный медальон, а изображения на медальоне получили новую прорисовку (изображение Марианны стало поплечным и более крупным, также изменилась прорисовка парусника). Надпись на оборотной стороне знака изменена на «MERITÉ COMMERCIAL».
3-я модель
Знак аналогичен 2-й модели, но надпись на оборотной стороне знака изменена на «MERITÉ COMMERCIAL ET INDUSTRIEL».
4-я модель
Знак аналогичен предыдущим моделям, со следующими изменениями: лучи звезды усечены со стороны медальона в виде наконечника копья; шестерёнка видоизменена и стала состоять из вытянутых четырёхугольников синей, белой и красной эмали, при этом белые четырёхугольники несколько длиннее остальных; центральный медальон на лицевой стороне знака уменьшен в диаметре и покрыт белой эмалью, а его изображения получили новую прорисовку: голова Марианны во фригийском колпаке стала меньше и смещена в центр медальона, справа от неё изображение завода, а слева — плывущего по волнам торгового судна; медальон на оборотной стороне знака также уменьшен в диаметре, океаны на земном шаре покрыты голубой эмалью, а надпись изменена на «ORDRE DU MERITÉ COMMERCIAL ET INDUSTRIEL».
Награждённые знаками предыдущих моделей имели право заменять их на новую модель знака.